# Фарід Аббасов
Фарід Аббасов (азерб. Fərid Abbasov; нар. 31 січня 1979, Баку) — азербайджанський шахіст, гросмейстер від 2007 року.

## Шахова кар'єра
У 1993—1998 роках кілька разів представляв Азербайджан на чемпіонаті світу та Європи серед юніорів у різних вікових категоріях, найбільшого успіху досягнувши 1997 року в Таллінні, де виборов титул віце-чемпіона Європи до 18 років. 2001 року став у Баку чемпіоном країни, посів 2-ге місце (позаду Ореста Грицака) в Устриках-Долішніх і посів 3-тє місце (позаду Решада Бабаєва і Азера Мірзоєва) на турнірі за круговою системою в Баку. 2004 року поділив 1-ше місце (разом з Решадом Бабаєвим і Талебом Муссою) в Алушті, виконавши першу гросмейстерську норму. 2006 року переміг (разом з Решадом Бабаєвим) у Кіреєвську. У 2007 році поділив 1-ше місце у Чанаккале (разом з Мертом Ердогду) і в Сотроні (разом з Володимиром Поткіним, Віталієм Козяком і Девідом Пруссом), а в Тулі (поділив 2-ге місце позаду Фархада Тахірова, разом з Решадом Бабаєвим) виконав другий гросмейстерську норму. 2008 року поділив 2-ге місце (позаду Євгена Наєра, разом із зокрема, Гадіром Гусейновим, Найджелом Шортом, Олексієм Александровим, Вадимом Міловим і Баадуром Джобавою на турнірі Кубок президента в Баку і поділив 1-ше місце в Німі (разом з Михайлом Івановим) і в Ла-Фер (разом з Андрієм Сумецом). 2009 року виграв ще один титул чемпіона Азербайджану. 2010 року поділив 2-ге місце (позаду Андрія Соколова, разом з Себастьяном Феллером) у Меці.
Найвищий рейтинг Ело в кар'єрі мав станом на 1 жовтня 2008 року, досягнувши 2578 очок займав тоді 7-ме місце серед азербайджанських шахістів.

## Зміни рейтингу
| На цьому місці має відображатися графік чи діаграма, однак з технічних причин його відображення наразі вимкнено. Будь ласка, не видаляйте код, який викликає це повідомлення. Розробники вже працюють для того, щоби відновити штатне функціонування цього графіка або діаграми. | |
| | На цьому місці має відображатися графік чи діаграма, однак з технічних причин його відображення наразі вимкнено. Будь ласка, не видаляйте код, який викликає це повідомлення. Розробники вже працюють для того, щоби відновити штатне функціонування цього графіка або діаграми. |